# Palmiro Serafini
Palmiro Serafini (Pievepelago, 27 febbraio 1945 – Aosta, 28 dicembre 2013) è stato un fondista e scialpinista italiano.

## Biografia
Nato nel 1945 a Pievepelago, in provincia di Modena, iniziò a praticare lo sci di fondo ad appena 5 anni.
Entrato in nazionale nel 1967, a 22 anni partecipò ai Giochi olimpici di Grenoble 1968, arrivando 6º nella staffetta 4x10 km insieme a Giulio De Florian, Franco Nones e Aldo Stella con il tempo di 2h16'32"2.
Nel 1973 vinse il Trofeo Mezzalama, gara di sci alpinismo valdostana, insieme ad Aldo e Gianfranco Stella.
Dopo il ritiro si stabilì in Valle d'Aosta, aprendo insieme alla moglie un negozio di frutta e verdura a Pré-Saint-Didier.
Morì a fine 2013, a 68 anni.